# Микільське (Троїцький район)
Микільське — колишнє село в Україні; підпорядковувалось Розсипненській сільській раді Троїцького району Луганської області.
Лежало за 3 км південніше адміністративного центру сільської ради села Розсипне та східніше від села Озеро. Відстань до районного центру, смт Троїцьке, 23 км, до обласного центру, міста Луганськ, 158 км.
Виключене з облікових даних 23 вересня 2005 року рішенням Луганської обласної ради.

## Населення
Згідно з переписом УРСР 1989 року в селі було відсутнє наявне населення. За переписом населення України 2001 року в селі також ніхто не мешкав.